# Stadium MK
Stadium MK (også kendt som Denbigh Stadium) er et fodboldstadion i Milton Keynes i England, der er hjemmebane for League Two-klubben Milton Keynes Dons. Stadionet har plads til 30.500 tilskuere. Alle pladser er siddepladser. Det blev indviet den 18. juli 2007 i en opvisningskamp mod Chelsea F.C.